# Nổ súng tại Trại lính Massereene 2009
Vào Thứ Bảy, 7 tháng 3 năm 2009, những tay súng tình nghi thuộc lực lượng IRA ly khai đã bắn vào khu vực bên ngoài Trại lính Massereene Barracks tại khu phố Antrim tại Bắc Ireland, khiến hai binh sĩ Anh thuộc Lữ đoàn Ánh sáng 19 thiệt mạng. Hai lính khác cùng với hai dân thường giao hàng cũng bị bắn và bị thương trong vụ tấn công. Một nhóm bán quân sự cộng hòa Ái Nhĩ Lan ngoài vòng pháp luật, Real IRA, ra bản tuyên bố nhận trách nhiệm.

## Vụ tấn công
Cuộc tấn công vào tối ngày Thứ Bảy, 7 tháng 3, ở cổng trại lính Massereene tại Antrim, nằm về phía Tây Belfast, là vụ giết lính Anh đầu tiên ở Bắc Ái Nhĩ Lan từ năm 1997. Cuộc nổ súng bừa bãi, nhắm cả vào binh sĩ lẫn thường dân, có vẻ nhằm mục đích làm gia tăng sự căng thẳng giữa hai cộng đồng Công giáo và Tin Lành cũng như gây khó khăn cho chính phủ liên hiệp đại diện hai tôn giáo này. Vào Chủ Nhật, 8 tháng 3, cảnh sát nói hung thủ đã bắn bồi vào các nạn nhân khi họ đã bị thương nằm dưới đất.
Cảnh Sát Trưởng Derek Williamson, người chỉ huy cuộc truy tầm thủ phạm, nói hai người võ trang súng tự động đã từ trong xe nổ súng bắn vào một nhóm binh sĩ gồm bốn người ra nhận pizza do hai nhân viên tiệm Domino's Pizza đến giao. Ít nhất một hung thủ đã ra khỏi xe và bắn bồi vào các nạn nhân ngã gục dưới đất. Hai người thiệt mạng là lính Công Binh sắp sang Afghanistan chiến đấu.

## Phản ứng
"Cả nước đều bàng hoàng và giận dữ trước cuộc tấn công hèn nhát này," theo lời Thủ tướng Anh Gordon Brown tại Luân Đôn. "Tôi bảo đảm rằng chúng ta sẽ đưa những tên sát nhân này ra trước công lý. Không tên sát nhân nào có thể phá hoại một tiến trình hòa bình có sự ủng hộ của người dân Bắc Ái Nhĩ Lan."
Tại Dublin, chính quyền Ái Nhĩ Lan nói hầu như không có ai ở khu vực này muốn gây lại cuộc chiến đã làm cho hơn 3.700 người thiệt mạng. Các giới lãnh đạo Ái Nhĩ Lan hứa hẹn sẽ có thêm hợp tác an ninh với phía Anh để bắt giữ thành phần ly khai IRA, vốn hoạt động mạnh nhất ở dọc biên giới.
"Sự bạo động đã hoàn toàn bị người dân nơi đây, ở cả phía Bắc lẫn Nam, bác bỏ," theo lời Thủ tướng Ireland Brian Cowen. "Một nhóm nhỏ ma quỷ không có khả năng và sẽ không thể ngăn cản sự mong muốn của người dân Ái Nhĩ Lan là được sống hòa bình với nhau."
Các chính trị gia từ cả phía Tin Lành và Công giáo đều đổ lỗi cho thành phần ly khai từ tổ chức Quân đội Cộng hòa Ái Nhĩ Lan đã gây ra cuộc tấn công này, dù rằng không một nhóm ly khai nào lên tiếng nhận trách nhiệm.